# نادي كاسالي
نادي كاسالي كالتشيو  (بالإيطالية: A.S. Casale Calcio)‏، نادي كرة قدم إيطالي يقع في مدينة كازالي مونفيراتو في إيطاليا، تأسس عام 1909 وييلعب حاليا في Lega Pro Seconda Divisione. خلال تاريخ النادي استطاع الفوز بلقب الدوري الإيطالي مرة واحدة وكان ذلك في موسم 1913-1914. يلقب النادي بالنجوم السود بسبب النجوم السود الموجودة على قميص الفريق،